# 关西街教堂
保定市天主教南关教堂，又名关西街天主堂，位于河北省保定市莲池区南关街道关西街91号。
该教堂由天主教直隶中境宗座代牧区建于民国七年（1918年）。早在清同治年间（1867年），法籍遣使会传教士即从信仰天主教的侯氏家族捐献的南关十字西街土地上，开设圣婴诊所，进行传教活动。1918年，教区首任法籍主教富成功（Joseph-Sylvain-Marius Fabrègues, C.M.，1872－1928年）又在此修建教堂、神父楼、修院等。教堂是一座典型的哥特式建筑，占地370平方米，外形比例和谐，塔尖高耸，砖雕精美，拱券高大，墙面上装饰有鸢尾花花纹图案，颇有法国风情。
文革期间，教堂连同附属建筑均被没收占用，并遭破坏。教堂为塑料三厂（红星塑料厂）占用充当仓库。当时这一地区由于开挖大量的防空洞，导致建筑地基不稳，成为危房。工厂破产后，建筑因年久失修而废弃，损坏严重，甚至沦为狗圈。后部的修院建筑更是完全沦为废墟。
2009年8月4日，仅存的废弃教堂由保定市人民政府公布为第三批保定市文物保护单位。2011年周边拆迁进行商业开发，教堂因属于文保单位得以幸存。。2013年归还教产，但教会无力承担修复费用。直至大约2018年进行了维护修缮。